# ニコラス・ブリテル
ニコラス・ジョナサン・ブリテル（英: Nicholas Jonathan Britell、1980年10月17日 - ）は、ニューヨーク市を拠点に活動するアメリカ合衆国の作曲家、ピアニスト、映画プロデューサーである。

## 人物
2016年の映画『ムーンライト』では、アカデミー作曲賞とゴールデングローブ賞 作曲賞にノミネートされた。2018年には『ムーンライト』の監督バリー・ジェンキンスと再タッグを組み、『ビール・ストリートの恋人たち』で再びアカデミー作曲賞ノミネートを受けた。2018年には他にも、第91回アカデミー賞で8部門ノミネートを受けたアダム・マッケイ監督の『バイス』でも作曲を担当した。また、HBOのオリジナルシリーズ『サクセッション』（2018年）第1シーズン全10話で音楽を手掛け、ハリウッド・ミュージック・イン・メディア賞でテレビ番組・限定シリーズ部門作曲賞 (Best Original Score - TV Show/Limited Series) を獲得している。

## 幼少期と教育
ブリテルはニューヨーク市のユダヤ系アメリカ人家庭で育った。ブリテルは1999年にカレッジ・プレパラトリー・スクールのホプキンズ・スクールを卒業した。彼はジュリアード音楽院のプレ＝カレッジ・デイヴィジョン (Pre-College Division) の卒業生で、2012年には米国作曲家作詞家出版者協会・コロンビア大学映画音楽ワークショップ対象者に選ばれたほか、米国作曲家作詞家出版者協会財団ヘンリー・マンシーニ音楽フェローシップ (ASCAP Foundation Henry Mancini Music Fellowship) を獲得している。ブリテルはハーバード大学に進んで心理学を主に学んだが、ファイ・ベータ・カッパのメンバーにも選ばれた。学生時代、彼はインストゥルメンタル・ヒップホップグループ「ザ・ウィットネス・プロテクション・プログラム」（英: The Witness Protection Program）のメンバーを務め、キーボードとシンセサイザーを担当していた。ブリテルは幅広い年代の芸術から影響を受けて作品を作る作曲家のひとりで、ズビグニエフ・プレイスネルやモーリス・ジャールをお気に入りに挙げている。他にもセルゲイ・ラフマニノフやジョージ・ガーシュウィン、フィリップ・グラスの影響や、幼い頃から聞いていたクインシー・ジョーンズやドクター・ドレーの影響も受けている。

## キャリア

### キャリア初期：ナタリー・ポートマン作品での躍進
2008年、ブリテルはナタリー・ポートマンの監督デビュー作、『イヴ』（Eve、原題）で自身の作品 "Forgotten Waltz No. 2" を演奏して大きな注目を集めた。ポートマンとは、同年の映画『ニューヨーク、アイラブユー』の音楽も手掛けて共作した。2011年には、公演「ポータルズ」"Portals" でピアノを演奏し、ヴァイオリニスト・ティム・フェインと共演した。マルチメディア・プロジェクトだった「ポータルズ」では、ジュリアードのダンサーだったクレイグ・ブラック (Craig Black) 、ジュリア・アイテン (Julia Eichten) 、ヘイリー・ナイチェル (Haylee Nichele) がパフォーマンスしたほか、フィリップ・グラスとニコ・ミューリーの曲、レナード・コーエンの詩、バンジャマン・ミルピエの振付が使用された。『ヴォーグ』誌ではブリテルら共演者たちについて、「それぞれの分野で、最も才能ある若手アーティストを集めた絶対的正解」("a juggernaut of the most talented young artists at work in each field") と評したほどだった。
映画音楽家として、ブリテルはアダム・レオン監督の『ギミー・ザ・ルート』（2012年、原題）の音楽を手掛けている。この映画は、2012年の第65回カンヌ国際映画祭において、ある視点部門に出品されたほか、2012年のサウス・バイ・サウスウエスト映画祭で審査員大賞 (Grand Jury Prize) を獲得した。ブリテルの音楽は雑誌『ニューヨーク』や『バラエティ』で絶賛された。2012年には、PBSのドキュメンタリー作品 "Haiti: Where Did the Money Go" (en) （マイケル・ミッチェル監督）でも音楽を手掛けた。作品はアメリカ国内のPBS系列局で1,000回以上も放送され、2012年のオークランド国際映画祭、ボールダー・ライフ映画祭 (Bolder Life Film Festival) で上映されたほか、2013年にはナショナル・エドワード・R・マロー賞最優秀ニュースドキュメンタリー賞を獲得した。また2012年のCINEゴールデン・イーグル賞 (CINE Golden Eagle Award) 、CINE特別審査員賞 調査ドキュメンタリー部門 (CINE Special Jury Award for Best Investigative Documentary) を獲得している。

### 2013年から：『それでも夜は明ける』での絶賛以降
ブリテルの音楽が特に注目されるようになったのは、スティーヴ・マックイーン監督が手掛けてアカデミー作品賞に輝いた『それでも夜は明ける』（2013年）であり、この作品で彼は、賛美歌・仕事歌などバイオリン演奏・ダンスに合わせて用いられた劇中歌を、時代背景に合わせて作編曲した（サウンドトラック自体はハンス・ジマーが担当した）。この作品のバイオリンシーンは、ブリテルの盟友でもあるティム・フェインが演奏を担当した。『ビルボード』誌では、ブリテルを「『それでも夜は明ける』の音楽における隠された兵器」("...the secret weapon in the music of 12 Years a Slave") と評した。ブリテルが作曲した「マイ・ロード・サンシャイン」"My Lord Sunshine" は、オリジナル曲だったことからアカデミー歌曲賞の資格を満たすことになった。『ロサンゼルス・タイムズ』紙では「マイ・ロード・サンシャイン」について、「仕事歌、賛美歌、悲しい哀歌、共同声明——『マイ・ロード・サンシャイン』はこれらを引っくるめたもの、それ以上だ。[中略] ブリテルが作り上げたのは決してたやすい業績ではなく、あの時代を感じ取って、奴隷生活における日々の恐怖と宗教的心象を器用に編み上げた賛美歌なのだ」と評した。ブリテルはこの映画のために「ロール、ジョーダン、ロール」"Roll Jordan Roll" を再解釈したことでも知られている。ブリテルの作編曲は広く批評的成功を収め、『ウォール・ストリート・ジャーナル』で特集記事が組まれるなどした。
ブリテルは映画製作者として、デイミアン・チャゼルの短編映画 "Whiplash" を手掛けたが、この作品は2013年サンダンス映画祭で最優秀米国フィクション短編映画部門・審査員大賞 (the Jury Award for Best US Fiction Short) を獲得した。作品は翌2014年に同じくチャゼル監督で長編映画『セッション』 "Whiplash" としてリメイクされることになり、マイルズ・テラーとJ・K・シモンズが主演した長編映画版でも、引き続き共同プロデューサーとして名を連ねた。長編映画版もサンダンス映画祭で成功を収め、2014年の審査員大賞と観客賞を獲得したほか、第87回アカデミー賞では作品賞を含む5部門にノミネート、また助演男優賞・録音賞・編集賞の3部門を獲得した。この映画のサウンドトラックで、ブリテルは "Reaction" の作曲とプロデュース、"When I Wake" のプロデュース、"No Two Words" の演奏とプロデュースを手掛けている。
2015年にはジャック・ペティボーン・リッコボーノ監督、テレンス・マリック提供のドキュメンタリー『ザ・セヴンス・ファイア』で音楽を手掛け、作品はベルリン国際映画祭で批評家に絶賛された。同年には、ナタリー・ポートマンの長編映画監督デビュー作で、2015年カンヌ国際映画祭で上映された『ア・テイル・オブ・ラヴ・アンド・ダークネス』（原題）でも音楽を手掛けた。Deadline.comでは彼の映画音楽について、「魅惑的」("riveting") と評された。この年には、第88回アカデミー賞脚色賞を獲得したアダム・マッケイ監督作品『マネー・ショート 華麗なる大逆転』の音楽を担当したほか、同作サウンドトラックのプロデュースも担当している。
2016年には、ゲイリー・ロス監督で南北戦争時代を描いた歴史映画『ニュートン・ナイト 自由の旗をかかげた男』の音楽を手掛け、ブリテルがプロデュースした同作のサウンドトラックは、2016年6月24日にソニー・マスターワークス (Sony Masterworks) から発売された。2016年にはアダム・レオン監督の『浮き草たち』でも映画音楽を担当し、この作品の国際配給権は、同年のトロント国際映画祭でNetflixが獲得した。

### 2016年：バリー・ジェンキンスとの出会い
2016年のブリテルは、批評的成功を収め、アカデミー作品賞にも輝いたバリー・ジェンキンス監督作品『ムーンライト』の音楽も作曲している。ブリテルとジェンキンスを引き合わせたのは、『マネー・ショート 華麗なる大逆転』を手掛けたプランBエンターテインメントの製作者だった。この作品でブリテルは、ヒップホップの技法であるチョップド・アンド・スクリュードを取り入れた。ブリテルの映画音楽は、2017年のアカデミー作曲賞とゴールデングローブ賞 作曲賞にノミネートされた。『ニューヨーク・タイムズ』紙のA・O・スコットは、作品自体を「最初のショットから最後まで、『ムーンライト』は今まで観たことのないほど美しい作品だ」と評した上で、ブリテルの映画音楽を含めた劇中曲について、「驚くばかりで完璧だ」と述べた。ブリテルの作った映画音楽は、「映画本編と同じように、観る者の頭と心から消えようとしない、魅了的な音楽コレクション」(CutPrintFilm) と評され、ブルックリン・マガジンで2016年の10大音楽ニュース (The Ten Best Music Moments of 2016) に選ばれるなど高く評価された。映画のサウンドトラックアルバムは、iTunesで2016年のサウンドトラックアルバムトップ25にランクインしたほか、ブリテルのプロデュースでレイクショア・レコーズから発売され、特別盤のビニル盤コレクターズ・エディションも販売された。ブリテルが作った「ミドル・オブ・ザ・ワールド」"Middle of the World" は、iTunesで2016年のサウンドトラック収録曲トップ25にランクインした。
バリー・ジェンキンスは、『ムーンライト』で成功を収めた後、ジェイムズ・ボールドウィンの『ビール・ストリートに口あらば』を翻案する新作映画『ビール・ストリートの恋人たち』に取り掛かった。この作品でもジェンキンスとブリテルはタッグを組み、英国アカデミー賞作曲賞やアカデミー作曲賞ノミネートを受けるなど、作品だけでなくブリテルの映画音楽も高く評価を受けた。

### 2017年以降：映画音楽以外の活躍も
ブリテルは2017年に制作されたフォックス・サーチライトの映画『バトル・オブ・ザ・セクシーズ』の映画音楽を手掛けている。この作品では1973年に行われた、ビリー・ジーン・キングとボビー・リッグスによるテニス男女対抗試合が描かれた。
2018年には、クリスティーナ・アギレラのスタジオ・アルバム第8作へ、アルバムのタイトルソングにもなった『リベレーション』を提供した。また、『ビール・ストリートの恋人たち』と共に映画賞を賑わせたアダム・マッケイ監督の『バイス』でも音楽を担当した。
ブリテルは、マルチメディア・プロダクション会社かつアーティスト団体のアモヴェオ・カンパニー (The Amoveo Company) と多数の仕事を行っているが、この会社はブリテルとバンジャマン・ミルピエが共同設立したものである。アモヴェオの業績としては、アレハンドロ・ゴンサレス・イニャリトゥが監督した短編映画 "Naran Ja"、マイエット (Maiyet) の2015年春夏コレクション用に制作された短編映画 "Passage To Dawn"、ミルピエの手掛けた同名のバレエを撮影した短編映画で、2015年6月にLA映画祭でお披露目された "Hearts and Arrows" などが挙げられる。アモヴェオとの共作で、ブリテルは "Baileys Nutcracker (Britell Remix)" を制作し、ベイリーズ・オリジナル・アイリッシュ・クリームが手掛けて大成功した "Baileys Nutcracker" に使用された。このCMのフルバージョンはYouTubeで視聴できるが、再生回数は2019年3月段階で300万回を突破している。
ブリテルは L.A. ダンス・プロジェクト(L.A. Dance Project) 取締役会のメンバー、ニューヨークを拠点に活動するデコーダ・アンサンブル (Decoda Ensemble) の会長 (Chairman) を務めている。

## 私生活
妻はチェリストのケイトリン・サリヴァン (Caitlin Sullivan) である。

## フィルモグラフィ

### パフォーマーとして
- 2008年 - イヴ（英語版） Eve（原題、ナタリー・ポートマン監督、短編映画）

### 映画音楽
かっこ内は映画監督。
- 2008年 - ニューヨーク、アイラブユー New York, I Love You（ナタリー・ポートマン）
- 2012年 - Haiti: Where Did the Money Go (en) （マイケル・ミッチェル（英語版））
- 2012年 - ギミー・ザ・ルート（英語版） Gimme the Loot（原題、アダム・レオン（英語版））
- 2013年 - それでも夜は明ける 12 Years a Slave（スティーヴ・マックイーン、オリジナル・スコアはハンス・ジマーが担当[77]、ブリテルは追加音楽を作曲）
- 2015年 - ザ・セヴンス・ファイア（英語版） The Seventh Fire（原題、ジャック・ペティボーン・リッコボーノ[注釈 2]）
- 2015年 - ア・テイル・オブ・ラヴ・アンド・ダークネス（英語版） A Tale of Love and Darkness （原題、ナタリー・ポートマン）
- 2015年 - マネー・ショート 華麗なる大逆転 The Big Short（アダム・マッケイ）
- 2016年 - ニュートン・ナイト 自由の旗をかかげた男 Free State of Jones（ゲイリー・ロス）
- 2016年 - ムーンライト Moonlight（バリー・ジェンキンス）
- 2016年 - 浮き草たち（英語版） Tramps[78]（アダム・レオン）
- 2017年 - バトル・オブ・ザ・セクシーズ Battle of the Sexes（ジョナサン・デイトン&ヴァレリー・ファリス）
- 2018年 - ビール・ストリートの恋人たち If Beale Street Could Talk（バリー・ジェンキンス）
- 2018年 - バイス Vice（アダム・マッケイ）
- 2019年 - キング The King（デヴィッド・ミショッド）
- 2021年 - クルエラ Cruella（クレイグ・ギレスピー）
- 2022年 - SHE SAID/シー・セッド その名を暴け She Said（マリア・シュラーダー）
- 2024年 - ライオン・キング:ムファサ Mufasa: The Lion King（バリー・ジェンキンス）
- 2024年 - ブリッツ ロンドン大空襲 Blitz（スティーヴ・マックイーン）※追加音楽

### ドラマ音楽
- 2018 - 2023年 - メディア王 〜華麗なる一族〜 Succession（製作者：ジェシー・アームストロング（英語版））
- 2021年 - 地下鉄道 The Underground Railroad（バリー・ジェンキンス）
- 2022年 - 現在 - キャシアン・アンドー Andor

### プロデュース
- 2013年 - Whiplash（デイミアン・チャゼル、短編映画版、プロデューサー）
- 2014年 - セッション Whiplash（デイミアン・チャゼル、長編映画版、共同プロデューサー）

## 受賞とノミネート
米国作曲家作詞家出版者協会 (ASCAP) 関係
- 2012年 - 米国作曲家作詞家出版者協会財団ヘンリー・マンシーニ音楽フェローシップ (The ASCAP Foundation Henry Mancini Music Fellowship)[79]
- 2013年 - ASCAP/Doddle 賞コラボレイティヴ・アチーヴメント部門 (ASCAP/Doddle Award for Collaborative Achievement)[80]

『セッション』（2013年・2014年）
- 2013年 - サンダンス映画祭審査員大賞、最優秀米国フィクション短編映画部門 (Jury Award for Best US Fiction Short)[81]

『マネー・ショート 華麗なる大逆転』（2015年）
- 2016年 - ワールド・サウンドトラック賞（英語版）「今年の発見」(Discovery of the Year) ノミネート[82]

『ムーンライト』（2016年）
- 2016年 - ワシントンD.C.映画批評家協会賞作曲賞ノミネート[83]
- 2016年 - ハリウッド・ミュージック・イン・メディア賞（英語版） (HMMA) 作曲賞（長編映画部門）受賞[84]
- 2016年 - インディワイア（英語版）批評家投票 (Indiewire Critics' Poll) 最優秀映画音楽・サウンドトラック部門 (Best Original Score or Soundtrack) 第3位[85]
- 2017年 - 放送映画批評家協会賞作曲賞ノミネート[86][87]
- 2017年 - アイオワ映画批評家協会賞作曲賞第3位[85]
- 2017年 - 第74回ゴールデングローブ賞 作曲賞ノミネート[52][88]
- 2017年 - ブラック・リール・アワード（英語版）作曲賞 受賞[89][90]
- 2017年 - 第89回アカデミー賞アカデミー作曲賞ノミネート[91][92][93]

『ビール・ストリートの恋人たち』（2018年）
- 2019年 - 第72回英国アカデミー賞作曲賞ノミネート[94]
- 2019年 - 第91回アカデミー賞アカデミー作曲賞ノミネート[95]